# اورتسی

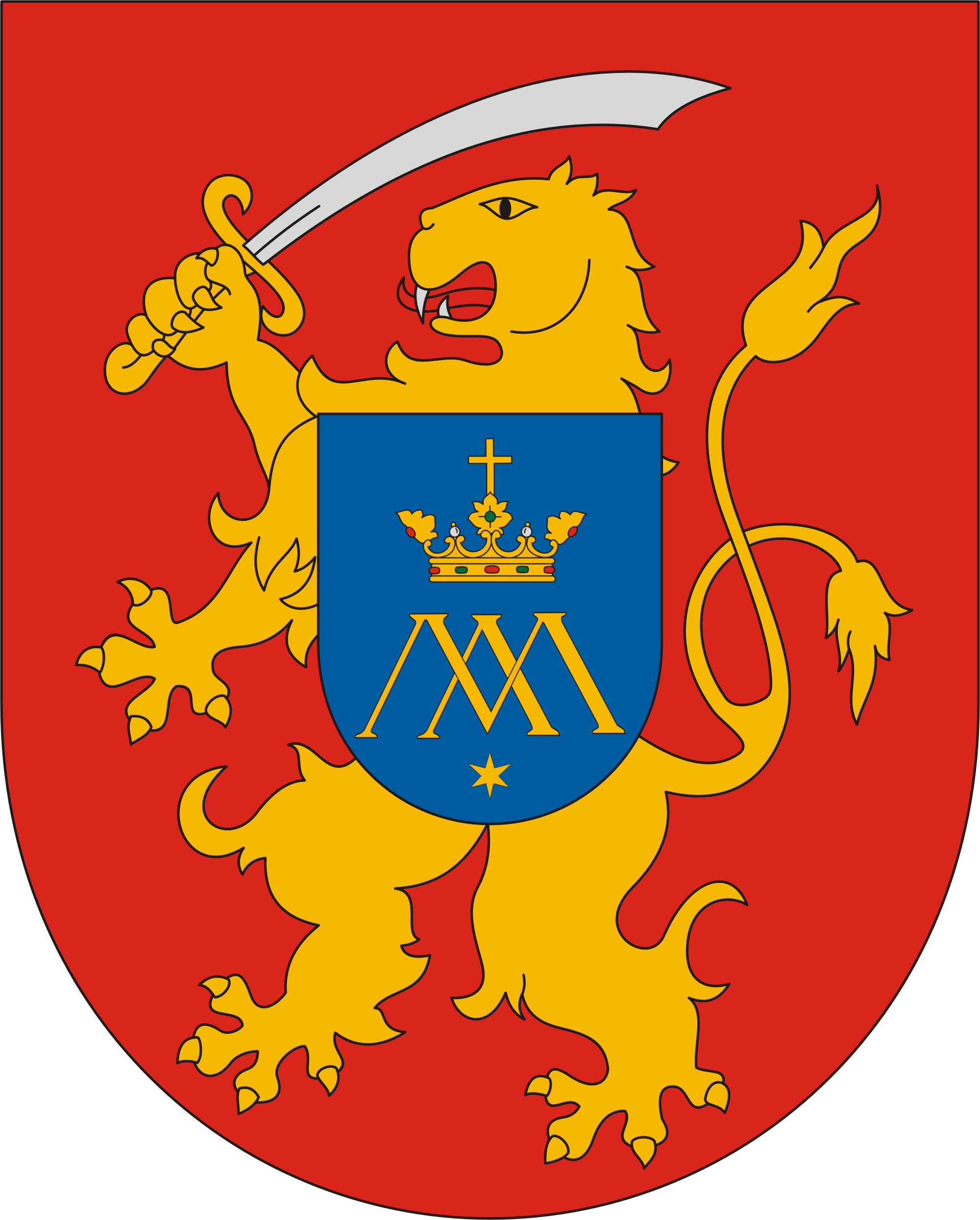
نماد شهرداری اورتسی

اورتسی (به مجاری: Orci) یک شهرداری در مجارستان است که در ناحیه کاپوشوار واقع شده‌است. اورتسی ۹٫۹۷ کیلومتر مربع مساحت و ۵۵۱ نفر جمعیت دارد.